# Guy Dessicy
Guy Dessicy, né le 26 mars 1924 à Saint-Gilles (Bruxelles) (province de Brabant) et mort le 29 juillet 2016 à Watermael-Boitsfort (région de Bruxelles-Capitale), est un coloriste, publicitaire et « sauveur de patrimoine » belge. Connu pour être un coloriste d'Hergé, directeur de Publiart, cofondateur du Centre belge de la bande dessinée et restaurateur de la Maison Cauchie. 

## Biographie

### Jeunesse et études
Guy Dessicy naît le 26 mars 1924 à Saint-Gilles, une commune bruxelloise, issu d'une famille dont le père est mécanicien et la mère créatrice de vêtements. Il a 12 ans lorsqu'il rencontre pour la première fois Hergé qui jouit déjà d'une renommée nationale grâce au succès de Tintin. Il rencontre la légende de la bande dessinée par l'intermédiaire d'un professeur Edmond Vandercammen passionné d'art et qui l'a également présenté aux romanciers et poètes belges dont Maurice Carême et l'introduit au Grenier de la poésie de Géo Norge. Il intègre le groupe d’artistes chrétiens de Chapelle-aux-Champs où il rencontre, autour du père franciscain Bonaventure Fieullien, Marcel Dehaye, premier secrétaire d’Hergé, le romancier Jean Libert, l’écrivain Franz Weyergans, Eugène Van Nijverseel alias Evany, le futur journaliste Yves Duval et Hergé lui-même dont il devient l'ami. Dessicy étudie ensuite l'architecture et la peinture à l'Académie royale des beaux-arts de Bruxelles,  sous la houlette du peintre Léon Devos, mais il abandonne ses études après deux ans.

### Studio Hergé
En 1947, Guy Dessicy rejoint le Studio Hergé. Il colorie la réimpression de Popol et Virginie au pays des Lapinos d'Hergé (initialement publié en noir et blanc en 1934) et redessine certains décors. Il colorie également certains albums de Tintin qui ont été redessinés et réédités à peu près à la même époque. Hergé considérait à l'origine Dessicy comme le successeur de son ancien assistant Edgar P. Jacobs, mais comme le jeune homme n'est pas très doué en dessin, il l'engage simplement comme coloriste. Pourtant, Dessicy a une influence significative sur Les Aventures de Tintin. Pour Hergé, Bob De Moor, Edgar P. Jacobs et Jacques Van Melkebeke, Dessicy prend souvent la pose, de telle sorte qu'ils ont un modèle pour leurs croquis préparatoires. Il affirme également avoir inspiré le personnage de Abdallah dans Les Aventures de Tintin : ayant lu une nouvelle d'O. Henry, La Rançon du chef rouge (1907) — dans laquelle deux gangsters kidnappent un enfant qui s'avère être un morveux si odieux qu'ils sont plus disposés à s'en débarrasser qu'à le garder en otage —, il en raconte le pitch à Hergé qui tient l'essentiel de l'intrigue de Tintin au pays de l'or noir (1950). Pourtant, Dessicy a toujours insisté sur le fait qu'il ne faisait que donner à Hergé une vague idée avec laquelle il fait ce que bon lui semble. Outre Hergé, Dessicy colorie anonymement presque tout le journal Tintin dont la première histoire Bob et Bobette de Willy Vandersteen pour Le Fantôme espagnol (1948-1950), Le Mystère de la Grande Pyramide de Jacobs, Barelli de Bob De Moor, Chlorophylle contre les rats noirs de Raymond Macherot, Corentin de Paul Cuvelier et des éditions du Lombard.

### Publiart
En 1953, Dessicy quitte le Studio Hergé car le processus de production ralentit. Hergé avait embauché des coloristes supplémentaires et la plupart du temps le jeune stagiaire n'a rien à faire. Raymond Leblanc, patron des éditions du Lombard, lui propose un poste à la tête de la nouvelle régie interne Publiart. Dessicy accepte et conserve ce poste avec pour devise « Rêver d’abord, contrôler ensuite ! » pendant plus de 35 ans. L'entreprise se spécialise dans les publicités faisant appel à la bande dessinée et à l'affiche, ainsi que dans le merchandising basé sur des personnages de bande dessinée belges. Dessicy est également nommé chef du service publicité de Tintin et fait tellement bien son travail que le magazine rival Spirou, sollicite les services de Publiart.
Cela permet à Publiart d'élargir son champ d'action et de créer essentiellement des publicités autour des personnages de bandes dessinées des magazines de bandes dessinées belges les plus vendus de cette période de l'histoire. Parmi les nombreux dessinateurs qui ont débuté leur carrière en dessinant des bandes dessinées pour Publiart figurent : Aidans, Dino Attanasio, Berck, François Craenhals, Fonske, Géri, Jean Graton, Raymond Macherot, Mittéï, Carlos Roque, Tibet et Albert Weinberg mais encore Dany, Hermann, William Vance et Philippe Geluck.
Publiart réalise des publicités pour de nombreuses entreprises, dont les biscuits Parein (Cha-Cha), le café Rombouts, le chocolat Côte d'Or, les jeans Salik et le parc d'attractions Walibi à Wavre, en Belgique. Pour ces derniers, il a également conçu leur mascotte en 1975 : un kangourou orange. Il invente également le slogan publicitaire classique « As-tu ton Tuc ? » (« Avez-vous déjà votre Tuc? ») pour la marque de biscuits Tuc de Parein. Dans les années 1960, Publiart élargit ses activités et se lance également dans le développement de slogans et de mascottes. Avec le déclin progressif des magazines de bande dessinée dans les années 1970, Publiart perd l'essentiel de sa pertinence. Dessicy démissionne de son poste de direction au début des années 1980. En 1989, la dernière réalisation de Publiart est d'organiser une tombola à l'occasion de l'ouverture du Centre belge de la bande dessinée à Bruxelles, pas par hasard un projet de Guy Dessicy.

### Centre belge de la bande dessinée
Dessicy se passionne pour l'Art nouveau, en particulier pour l'œuvre de l'architecte belge Victor Horta. En 1979, il rachète la Maison Cauchie à Etterbeek, conçue par Paul Cauchie et Édouard Frankinet en 1904 mais menacée de démolition. Grâce à ses efforts, le bâtiment est restauré et transformé en musée. Dessicy achète aussi un autre bâtiment en ruine réalisé par Horta à peu près à la même époque, à savoir les anciens magasins Waucquez. Le projet initial était d'en faire un musée autour d'Hergé, mais le créateur de Tintin estime qu'il devait s'agir d'un musée pour tous les dessinateurs belges de bande dessinée. Le projet est parrainé par les organisations de bande dessinée flamande De Vlaamse Onafhankelijke Stripgilde et wallonne : Upchic, qui ont réussi à convaincre le gouvernement belge de mettre suffisamment de moyens financiers à disposition pour concrétiser le projet. Eddy Ryssack supervise les débats du côté néerlandophone, tandis que Dessicy s'en occupe du côté francophone. En 1986, un événement spécial a été organisé pour promouvoir l'idée et collecter plus d'argent. Tous les auteurs de bande dessinée belges d'un certain renom et d'une certaine stature étaient là. Après rénovation par l'architecte Jean Breydel, le Centre belge de la bande dessinée a ouvert ses portes en 1989 en présence du roi Baudouin et de la reine Fabiola. Jean-Claude Salemi conçoit l'affiche de la journée d'ouverture. De nombreuses bandes dessinées issues des productions Publiart font partie de l'exposition permanente. Dessicy était accompagné dans ces premières étapes par le scénariste Bob De Groot et Michel Leloup de Belvision, qui lui succède à la direction du musée. Il en reste président d'honneur. Par ailleurs, de 2000 à 2012, il est président de l'association sans but lucratif « Centre belge de la bande dessinée » qui vu le jour en 1984, succédant à Jean Van Hamme. 
Le 2 octobre 2009, il reçoit l'UBEMA Award récompensant son travail de défense et de promotion des intérêts et de l'élargissement des positions du marché de l'art, notamment par la bande dessinée, décerné par l’Union belgo-luxembourgeoise du marché de l’art.

### Don à la Fondation Roi Baudouin
En 2015, les époux Léona et Guy Dessicy font don de 39 lettres adressées par Hergé à Marcel Dehaye, son secrétaire particulier à la Fondation Roi Baudouin.

### Décès
Guy Dessicy meurt le 29 juillet 2016 à Watermael-Boitsfort, à l'âge de 92 ans.

## Œuvres

### Publications
- Le Livre d'or de la Bande Dessinée, Centre belge de la bande dessinée, Bruxelles, 1986
Scénario : collectif dont Guy Dessicy - Dessin et couleurs : collectif
- Léona Dessicy, Maurice Culot et Françoise Aubry, La maison Cauchie : entre rêve et réalité, Bruxelles, Maison Cauchie, 2004, 96 p., ill. ; 29 cm (OCLC 1039695088).

#### Catalogues d'exposition
- Comic strip art from Belgium, New York (Dir.) Centre belge de la bande dessinée, 1988 (OCLC 18562579).

#### Collectifs
- 1936 - Dernières nouvelles[14],[15], Académie des Arts de Woluwe-Saint-Pierre, Bruxelles, 1989
Scénario et dessin : collectif - Couleurs : noir et blanc,Préface : Guy Dessicy. Tirage à 500 exemplaires.

## Réception

### Prix et récompenses
- 2009 :  UBEMA Award pour son travail de défense et de promotion des intérêts et de l'élargissement des positions du marché de l'art, notamment par la bande dessinée[12].

### Hommage
Bob de Moor le représente dans le dernier album de Barelli : Bruxelles bouillonne en 1990.

### Postérité
Hergé lui dédicace Popol et Virginie au pays des Lapinos en édition originale avec l'envoi, : « À mon cher Guy-mauve Dessicy, coloriste patient et minutieux, qui m’a tellement marché sur les pieds que cet album a fini par sortir. Très amicalement. Hergé. 16/10/1952 ».
Didier Pasamonik, le directeur du site d'information ActuaBD lui rend un vibrant hommage dans l'article Décès de l’infatigable Guy Dessicy, le fondateur du Centre Belge de la bande dessinée qu'il lui consacre le 30 juillet 2016.
Selon Gilles Ratier « Collaborateur et ami d’Hergé, amoureux de théâtre et d’Art Nouveau autant que de bandes dessinées, Guy Dessicy est un passeur de culture et Publiart se développa à son image. »

#### Livres
: document utilisé comme source pour la rédaction de cet article.
- Jean-Louis Lechat, Un demi-siècle d’aventures t. 2 : 1970 - 1996, Bruxelles, Le Lombard, 5 décembre 1996, 224 p., ill. ; 31 cm (ISBN 280361233X, OCLC 37995939, BNF 37539082, présentation en ligne), p. 70, 134. .
- Charles Dierick, Le Centre belge de la bande dessinée, Waterloo, La Renaissance du livre, 2000, 223 p., ill. (ISBN 2-80460-385-7, OCLC 468756285), p. 2, 23, 63 lire sur Google Livres.
- Jacques Fiérain, « Dessicy, Guy », dans La BD à Bruxelles et en Brabant, Charleroi, Éd. l'Âge d'or, avril 2003, 144 p., ill. ; 31 cm (ISBN 9782960119664 et 2960119665, OCLC 470388171, présentation en ligne), p. 39
- Philippe Goddin, Hergé : lignes de vie, Bruxelles, Moulinsart, 9 novembre 2007, 960 p. (ISBN 978-2874240973, présentation en ligne).

#### Périodiques
- Louis Cance, « Remember Guy Dessicy », Hop !, Aurillac, AEMEGBD, no 151,‎ septembre 2016 (ISSN 0768-9357).

#### Articles
- Nicolas Anspach, « L’aventure de Publiart : Quand la publicité découvrait la BD », ActuaBD,‎ 17 juin 2011 (lire en ligne, consulté le 10 septembre 2022)
- Guy Dessicy (interviewé par Nicolas Anspach), « Guy Dessicy (Publiart, fondateur du CBBD) : « La BD, c’est mon lait, ma nourriture, mes racines ! » », ActuaBD,‎ 17 juin 2011 (lire en ligne, consulté le 19 février 2023).

### Filmographie
- « Monsieur Hergé » (présentation de l'œuvre), sur l'Internet Movie Database, témoignage, réalisation : Benoît Peeters, 1989.

### Émission de télévision
- « Le Cercle de minuit à Bruxelles » (présentation de l'œuvre), sur l'Internet Movie Database, intervenant, Le Cercle de minuit à Bruxelles, présentation Michel Field, épisode diffusé sur France 2, le 13 janvier 1994.

### Vidéographie
- Publiart - Guy Dessicy Interview sur YouTube (2 min 38 s) posté par le Centre belge de la bande dessinée le 10 mars 2011 ;
- Hommage à Guy Dessicy 1924-2016 sur YouTube (9 min) réalisé par Paul-Hyppolite Vercheval, le 23 novembre 2017.